# Milovan Rajevac
Milovan Rajevac, né le 2 janvier 1954 à Čajetina, est un footballeur yougoslave qui évoluait au poste de défenseur reconverti en entraîneur de football serbe.

## Biographie

### Carrière de joueur
Rajevac évolue durant toute sa carrière en Yougoslavie. Il joue de 1975 à 1978 pour le FK Borac Čačak avant de rejoindre le FK Étoile rouge de Belgrade. Un an plus tard, il s'engage avec le FK Vojvodina Novi Sad,. Il retourne au Borac Čačak pour deux ans avant de signer au FK Sloboda Užice en 1985, où il termine sa carrière.

### Carrière d'entraîneur et de sélectionneur
Il devient ensuite entraîneur de ses anciens clubs : le Borac Čačak en 1996 et en 2008, l'Étoile rouge de Belgrade en 2004 et le Vojvodina Novi Sad de 2006 à 2007.
Nommé sélectionneur de l'équipe du Ghana de football en 2008,, il réussit à la conduire en finale de la CAN 2010 puis en quart de finale de la Coupe du monde en Afrique du Sud.
Le 11 septembre 2010, il s'engage avec le club saoudien d'Al Ahly Djeddah dans lequel il reste seulement un mois, avant de résilier son contrat. Une semaine plus tard, Milovan est nommé sélectionneur du Qatar.
Mais son expérience à la tête de la sélection du Qatar prend fin le 8 août 2011, quand il est remplacé par l'ancien sélectionneur du Brésil, Sebastiao Lazaroni,.
Le 15 juin 2016, il est nommé entraîneur du club slovène de Rudar Velenje.
Le 26 juin 2016, onze jours après avoir rejoint le Rudar, il est finalement nommé sélectionneur de l'Algérie en remplacement de Christian Gourcuff,. Ainsi, son contrat est prévu pour s'étaler jusqu'en février 2019. En parallèle, le club slovène en fait son conseiller.
Le 11 octobre 2016, il démissionne du poste de sélectionneur d'Algérie après que les cadres de l'équipe aient réclamé son départ à la suite d'un match nul contre le Cameroun (1-1). Georges Leekens lui succède.
Le 26 avril 2017, il devient sélectionneur de la Thaïlande. Le 7 janvier 2019, il est démis de ses fonctions par la Fédération de Thaïlande de football, après que la Thaïlande se soit faite étriller par l'Inde (défaite 1-4, alors que les deux équipes faisaient jeu égal à la mi-temps) la veille pour son premier match de la Coupe d'Asie des nations de 2019, compromettant ainsi fortement ses chances de se qualifier pour les huitièmes de finale. Son adjoint, Sirisak Yodyardthai (en) lui succède.
Le 24 septembre 2021 il devient le nouveau sélectionneur du Ghana et effectue son retour à la tête des Black Stars. Il est démis de ses fonctions en janvier 2022.